# Trälar under penningen
Trälar under penningen eller Svedjebruk (finska: Raatajat rahanalaiset) är en finländsk målning av Eero Järnefelt.
Trälar under penningen köptes efter färdigställandet av Finska Konstföreningen och ingår nu i Konstmuseet Ateneums samlingar. 
Eero Järnefelt tillbringade sommaren 1893 med sin familj på Puurula strandgård i byn Väisälänmäki i Lapinlax i Norra Savolax. Finland hade vid denna tid upplevt hungersnöd efter missväxt 1892–1893. Svedjebruk var fortfarande en vanlig metod för odling i Norra Savolax.
Modellerna kom från Puurula strandgård, som hade tio drängar och elva pigor. Gårdsägaren syns i bakgrunden med spett i hand och hans bror Heikki Puurunen syns längst fram. Målningens centrala gestalt är en flicka, för vilken gårdens 14-åriga lillpiga Johanna Kokkonen stod modell. Hennes ansikte är sotigt, håret stripigt och magen är svullen av hunger.
Målningen har fått sitt namn efter en versrad i Kalevala.